# Oändlig natt (film)
Oändlig natt (engelska: Endless Night) är en brittisk skräck-kriminalfilm från 1972 i regi av Sidney Gilliat. Filmen är baserad på Agatha Christies roman med samma namn från 1967 och följer ett nygift par som känner sig hotade efter att ha byggt sitt drömhus på förbannad mark.. I huvudrollerna ses Hayley Mills, Britt Ekland, Per Oscarsson, Hywel Bennett och George Sanders.
Detta var det sista projektet som Sidney Gilliat och Frank Launder arbetade tillsammans med för British Lion Films.

## Handling
Michael Rogers är en vemodig och planlös ung aspirerande fotograf som arbetar som chaufför och bor med sin mamma i London. Michael kommer från en arbetarklassbakgrund och strävar efter ett liv i lyx och är besatt av de sköna konsterna. Genom sina resor som chaufför upptäcker han en plats längs Devons kust som kallas Zigenarhagen, där en förfallen viktoriansk herrgård ligger. Michael fantiserar om att en dag bygga ett nytt hem på tomten och siktar på att en dag låta Santonix, en berömd italiensk arkitekt som han träffade genom en kund, designa huset.
Under fotograferingen av Zigenarhagen träffar Michael Ellie Thomsen, en ung amerikanska på besök i England, som snabbt blir tagen av Michaels person. När de utforskar egendomen stöter de på miss Townsend, en mystisk gammal kvinna som berättar för Michael att Zigenarhagen är till salu, men att det är ett förbannat stycke mark. Ellie lämnar England och ger sig ut på resten av sin resa genom Schweiz och Italien med Greta, hennes lärare i tyska som har tagit på sig rollen som personlig assistent. I Ellies frånvaro får Michael reda på att hon i själva verket är en av de rikaste unga kvinnorna i världen. Han konfronterar henne om detta när hon återvänder till England, men hon förklarar att hon inte ville berätta för honom eftersom hon trodde att det skulle avskräcka honom från att förfölja henne. Hon avslöjar också att hon, under ett besök i Italien, kunde ordna ett möte med Santonix om att bygga Michaels drömhus. Dessutom avslöjar hon att hon har köpt Zigenarhagen.
Även om Michael till en början är upprörd över hennes svek ger han så småningom med sig och han och Ellie gifter sig i Wales. Ellie försöker hålla äktenskapet hemligt, eftersom hon fruktar att hennes styvmor Cora och andra familjemedlemmar kan försöka muta Michael att skilja sig från henne baserat på hans lägre sociala klass, men föreningen skapar snabbt internationella rubriker. Familjens advokat, som Ellie kärleksfullt kallar "farbror" Andrew, försöker snabbt köpa ut Michael, men han avböjer och insisterar på att han och Ellie är kära. Paret köper därefter en lokal antikaffär.
När bygget av huset börjar anländer Greta och meddelar att hon har tagit ett sekreterarjobb i London och börjar långsamt infiltrera parets nya liv tillsammans. Ellie välkomnar hennes närvaro, men Michael ogillar henne. Frank och de andra familjemedlemmarna närmar sig Greta med liknande skepsis och vill distansera henne från Ellie. Ellie blir nervös när hon märker att miss Townsend stirrar på huset från fälten nedanför i timmar i sträck. Medan Michael går på en auktion i staden försvinner Ellie när hon är ute och rider på sin häst. Hennes kropp hittas senare i skogen bortom Zigenarhagen. En obduktion tyder på att hon dog av oväntat hjärtstillestånd, men Michael bestrider detta under utredningen och tror att det kan ha varit fult spel. Polisen försöker spåra miss Townsend men lyckas inte hitta henne. Efter förhöret meddelar Andrew Michael att Ellie gjort honom till den enda förmånstagaren av hennes egendom, och uppmanar Michael att resa till USA för att ta hand om Ellies affärer där. Santonix dör efter en utdragen kamp mot cancer.
När Michael återvänder till Zigenarhagen från USA blir han vittne till en uppenbarelse av Ellie när han närmar sig huset. När de kommer in omfamnar han och Greta varandra romantiskt och börjar ha sex - det avslöjas att de två älskande hade konspirerat hela tiden och jagat Ellie för att ta hennes egendom: Greta dödade henne genom att blanda hennes allergimedicin med cyanid och bigift, vilket stoppade hennes hjärta. Michael och Gretas planer på ett överdådigt liv tillsammans avbryts dock snabbt när de får ett kuvert poststämplat från New York City - skickat av Andrew - som innehåller datumstämplade fotografier av dem tillsammans långt innan Michael hade träffat Ellie, vilket fungerar som bevis på deras konspiration. Michael går till våldsamt angrepp mot Greta, beskyller henne för deras situation och mördar henne i poolen. Detta utlöser ett minne från Michaels barndom, där han dödade sin skolkamrat genom att knuffa ner honom i en frusen damm och stjäla hans klocka som ett minne.
Michael intervjuas av polisen och Dr. Philpott, en lokal psykolog, och erkänner att han hjälpt till att mörda Ellie. Philpott frågar honom om miss Townsend, som han antar betalades för att skrämma Ellie, och sedan dödades av Michael efteråt för att hindra henne från att avslöja komplotten. Michael insisterar dock på att miss Townsend aldrig har existerat. När de frågar ut honom får Michael ett nervöst sammanbrott, hemsökt av bilder relaterade till dem han har dödat.

## Rollista i urval
- Hayley Mills - Fenella 'Ellie' Thomsen
- Hywel Bennett - Michael Rogers
- Britt Ekland - Greta
- Per Oscarsson - Santonix
- George Sanders - Andrew Lippincott
- David Bauer - farbror Frank
- Peter Bowles - Reuben Brown
- Patience Collier - Miss Townsend
- Windsor Davies - sergeant Reene
- Mischa de la Motte - Maynard
- Helen Horton - tant Beth
- Lois Maxwell - Cora Walker Brown
- Aubrey Richards - Dr. Philpott
- Ann Way - Mrs. Philpott
- Paul Boross - Michael som ung
- Leo Genn - psykiatriker

## Produktion

### Förhistoria
Romanen publicerades 1967. Christie sa senare att hon normalt skrev sina böcker på tre till fyra månader, men Oändlig natt var klar på sex veckor.
Launder och Gilliat hade tillbringat två år med att arbeta med en komedi om brittisk skilsmässa, Sex and the British. De var dock tvungna att lägga den på hyllan när en ändring i brittisk lag innebar att handlingen blev föråldrad. Istället bestämde de sig för att adaptera Agatha Christie-romanen med Gilliat som regissör och Launder som producent. Deras mål var att skriva ett filmiskt manus med ett minimum av dialog och en medveten tvetydighet i stilen "i den meningen att du aldrig är riktigt säker på att det som sägs är vad som verkligen menas eller verkligen sägs". Filmen producerades så småningom av Gilliats bror Leslie.
Filmen finansierades delvis med pengar från National Film Trustee Company.

### Filming

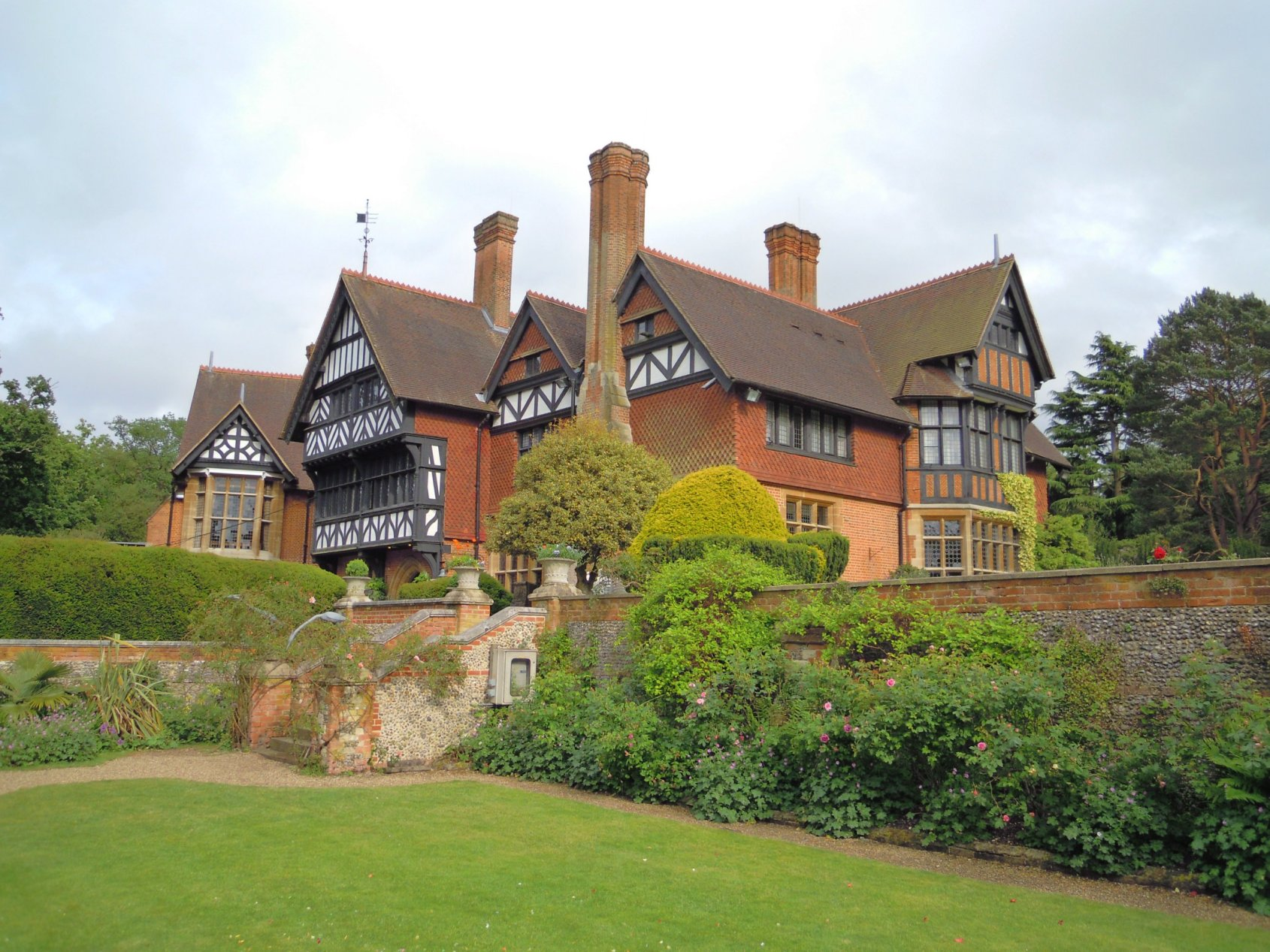
Grim's Dyke

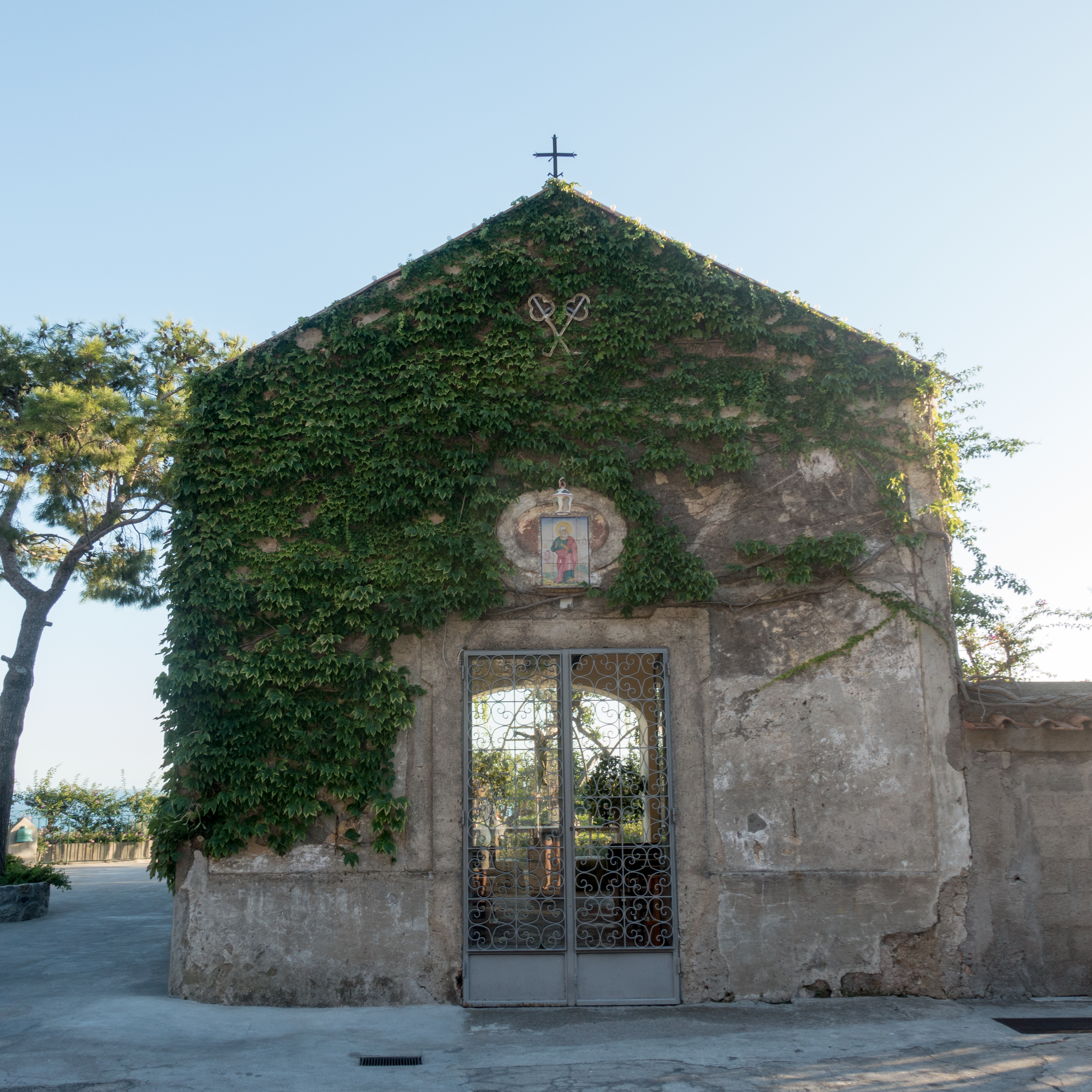
Ingång till Il San Pietro di Positano

Inspelningen ägde rum i juni 1971. Inspelningsplatser var bland annat Christie's auktionshus i London, samt West Country och Il San Pietro di Positano, Positano, Italien. Mike och Ellies grannar, paret Philpotts, filmades på Grim's Dyke.
Gilliat sa senare: "Jag kände mig väldigt ringrostig när jag kom tillbaka till inspelningen och jag hade en helt fruktansvärd tid - lustigt nog tillbaka i min allra första studio."

### Filmmusik
Musiken är komponerad av den amerikanske tonsättaren Bernard Herrmann. I en kommentar till upplevelsen berättade Herrmann: "Jag gillar att arbeta med en film från första början, men väldigt få producenter eller regissörer tänker på det. De tar in dig när filmen är nära sin slutliga klippning och de vill att du ska göra det inom en mycket kort tid – alltid så kort tid som möjligt på vilken tid du kan göra det. Oändlig natt är ett undantag... Sidney Gilliat är en mycket erfaren regissör som förstår problemen, och han bad mig prata med honom och fundera på vad vi skulle göra musikaliskt i ett mycket tidigt skede." Herrmann hade först för avsikt att skriva in en theremin i partituret, men valde istället en Moog-synthesizer. Ellies sång i filmen dubbades av Shirley Jones.

## Mottagande
Filmen fick blandade recensioner. Även om den är någorlunda trogen romanen är den "Ett exempel på den sortens saker som Christie skrev under sina senare år: stämningsfulla psykologiska studier som skiljer sig mycket från, och inte är så roliga som, hennes tidiga thrillers." Samtida kritiker har noterat "Fina prestationer överlag, med särskild beundran för Oscarssons roll som den döende arkitekten." En annan recension sa "Det är inte en dålig film, med en hyfsad historia och skådespelare, men saknar stil; Gilliat – som har ett fint CV – hade inte regisserat på tio år och det märks."
Christie var till en början nöjd med Gilliats medverkan och rollbesättningen i filmen. Men när hon såg filmen blev hon "väldigt besviken... Det blev plattare och mindre intressant för varje minut." Dessutom ogillade hon Eklands (visserligen korta) erotiska nakenhet i filmens slutsekvenser.
Den första premiären i Storbritannien var inte lyckad och United Artists bestämde sig för att inte släppa filmen i USA. Filmen hade dock premiär i både Danmark och Finland 1973.